# Puyseguria tani
Puyseguria tani är en musselart som beskrevs av Powell 1939. Puyseguria tani ingår i släktet Puyseguria och familjen Neoleptonidae. Inga underarter finns listade i Catalogue of Life.